# 青背叶算盘子
青背叶算盘子（学名：Glochidion thomsonii）为大戟科算盘子属下的一个种。

## 扩展阅读
- 維基物種上的相關：青背叶算盘子